# L'École des contribuables

L'École des contribuables est une pièce de théâtre de Louis Verneuil et Georges Berr, représentée pour la première fois le 2 mars 1934 au Théâtre Marigny.
Elle a été diffusée pour la première fois le 26 juin 1972 sur la deuxième chaîne de l'ORTF.

## Argument
Un rentier, Gaston Valtier, se rend compte que Juliette, sa femme, a touché discrètement un chèque de 220 000 francs. Or, son beau-père, le père de Juliette, directeur intransigeant des Impôts, a reproché à son gendre son oisiveté. Après avoir surmonté son indignation, Valtier décide donc de créer, avec le chèque en question, une agence de dégrèvement : l'École des contribuables. Il se fait aider par l'un des fonctionnaires de son beau-père. Devant le succès rencontré par son initiative qui attire une forte clientèle, de surcroît fortunée, l'Administration s'affole et l'affaire remonte jusqu'au ministre...

## Fiche technique
- Auteurs : Louis Verneuil et Georges Berr
- Mise en Scène : Robert Manuel
- Réalisation : Pierre Sabbagh
- Décors : Roger Harth
- Costumes : Donald Cardwell
- Direction de la scène : Edward Sanderson
- Directeur de la photographie : Lucien Billard
- Script : Yvette Boussard
- Script assistant : Guy Mauplot
- Date et lieu d'enregistrement : 15 avril 1972 au théâtre Marigny

## Distribution
- Robert Manuel : Menu
- Isabelle Vaimant : Virginie
- Marc Dudicourt : Fromentel
- Jean-Pierre Gernez : Giroux
- Danielle Volle : Juliette
- Michel Roux : Gaston
- Jean Marsan : La Chapelaude
- Catherine Eckerle : Irma
- Évelyne Ker : Betty
- Alain Feydeau : Sérigny
- Alain Faivre : Eugène
- Philippe Dumat : Le ministre

## Adaptation
René Guissart réalisa en 1934 une adaptation cinématographique éponyme de la pièce mettant en vedettes Armand Bernard, Pierre Larquey et Paul Pauley.

## À l'étranger
Elle a été jouée au Théâtre Maly de Moscou pour la saison 2013 sous le titre de Comment on trompe l'État (Как обмануть государство) dans une mise en scène de Vladimir Beilis.

## Liens
- Le site d'un des membres de l'équipe de Au théâtre ce soir
- Le site officiel de Au théâtre ce soir